# Отрадное (платформа, Московская область)
Отра́дное — остановочная платформа Белорусского направления МЖД на окраине города Одинцово.
Расположена вблизи путепровода Можайского шоссе через главные пути Белорусского направления МЖД.
Для электропоездов используется две высокие боковые платформы, соединённые между собой настилом со стороны Москвы. На обеих платформах установлены турникеты для прохода пассажиров.
Время движения от Белорусского вокзала — 35 минут. Относится к четвёртой тарифной зоне.

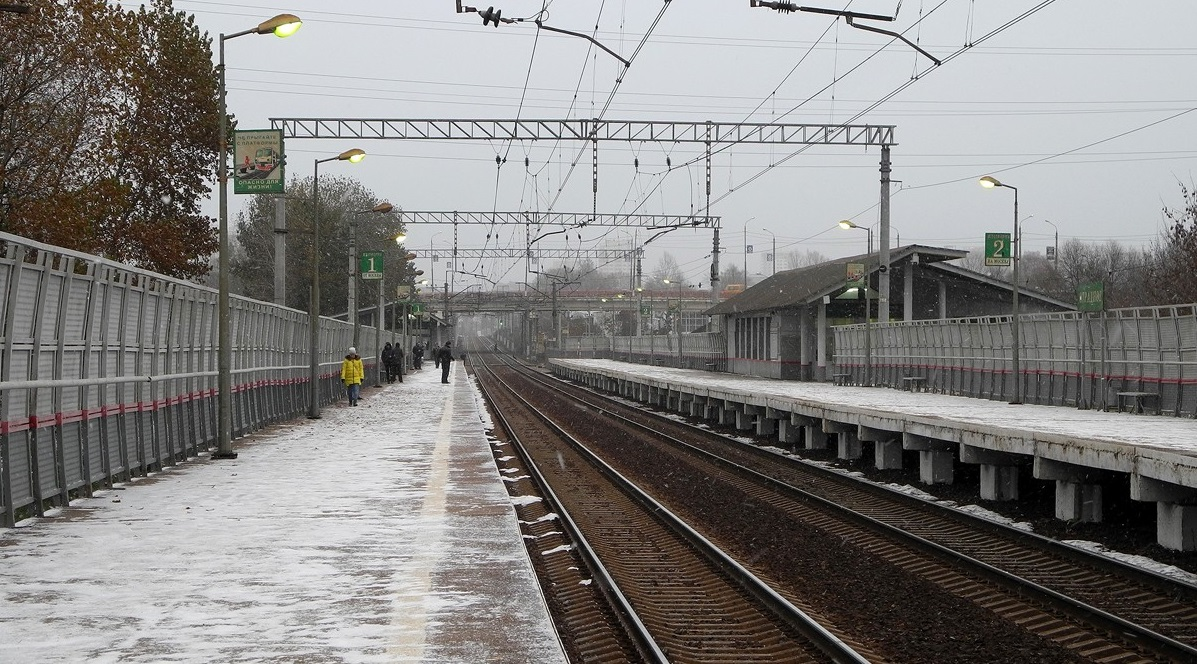
Платформы и турникетный павильон

## История
18 июня 2025 года на станции появилась навигация D1.